# Gabriele Münter
Pour les articles homonymes, voir Münter.
Gabriele Münter, née le 19 février 1877 à Berlin et décédée le 19 mai 1962 à Murnau am Staffelsee, est une artiste allemande du mouvement expressionniste.
Elle est l'une des représentantes majeures de l'avant-garde munichoise du début du XXe siècle en tant que membre du mouvement artistique Der blaue Reiter (mouvement du Cavalier bleu).

## Biographie

### Enfance et adolescence
Née en 1877 à Berlin de parents bourgeois qui ont soutenu sa vocation de peintre avant de mourir prématurément, Gabriele Münter s'intéresse très tôt à l'art et suit des cours particuliers de dessin avant de fréquenter l'École d'art pour femmes de Düsseldorf à partir de 1897,, son genre lui interdisant d'entrer dans une académie des beaux-arts.
En automne 1898, elle entreprend un voyage de deux ans aux États-Unis, accompagnée de sa sœur Emmy, son aînée de 8 ans, pour rendre visite à des membres de leur famille. Les deux femmes arrivent à New York et parcourent l'Amérique du Nord, une excursion peu ordinaire pour des femmes seules, à l'époque. Elles se rendent à St. Louis, dans le Missouri, puis en Arkansas et au Texas. Grâce à un appareil de photo qui lui a été offert, un Kodak Bull's Eye N° 2, elle prend environ 400 photos d'une grande qualité de composition, qui documentent son voyage : amis, habitations, vie urbaine et rurale, paysages, bateaux, trains.
Puis elle déménage à Munich en 1901. Ne pouvant toujours pas entrer à l'académie des Beaux-Arts, elle fréquente une école de peinture pour femmes, tout en se rendant aux cours de peinture d'une école fondée par Vassily Kandinsky, la Phalange,. À l'été 1902, le peintre russe invite sa brillante élève à suivre ses cours d'été dans les Alpes, au sud de Munich, dans le village de Murnau am Staffelsee, en Bavière. Pendant ce séjour, une relation amoureuse s'établit entre le maître et sa jeune élève qui continue de suivre ses cours pendant un an, jusqu'à ce que Kandinsky ferme son école. Gabriele Münter et Vassily Kandinsky affichent alors leur liaison ; ils vivent ensemble sans être mariés, ce qui constitue en soi un acte de courage pour une jeune femme au début du XXe siècle.

### Vie avant laPremière Guerre mondiale

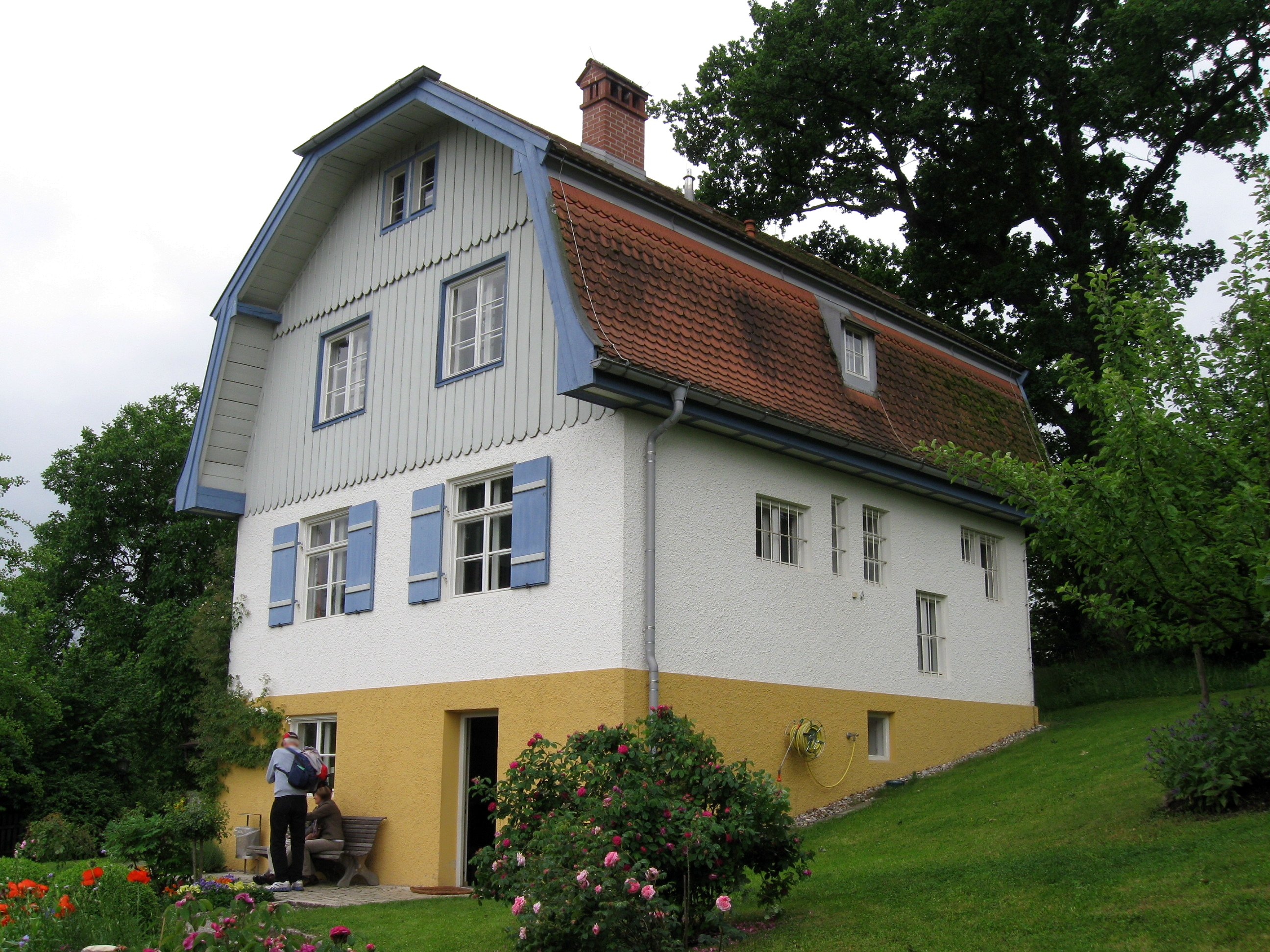
Maison de Gabriele Münter à Murnau.

Lors de leur premier séjour à Paris de 1906 à 1907, Münter et Kandinsky découvrent les œuvres d'Henri Matisse et du fauvisme. Cette découverte va profondément bouleverser le style de Gabriele Münter. En 1907, elle a déjà rempli plusieurs carnets de croquis. Elle a exposé, plusieurs toiles ayant été acceptées au Salon des Indépendants,. Elle tient également un journal et documente ses voyages avec un appareil photo. Elle tisse des liens amicaux avec la plupart des plus célèbres artistes de l'époque. Elle exécute un certain nombre de gravures sur linoléum, puis se met à étudier l'œuvre de Paul Gauguin. Influencée par ce dernier, elle peint à l'occasion au couteau. À Paris, elle perfectionne aussi sa technique de gravure sur bois, ce qui lui permet de réaliser des travaux plus précis en moins de temps. Elle crée de nombreuses gravures sur bois ou sur métal qui constituent un quart de son œuvre. À son retour à Munich, elle peint également de petites peintures de style impressionniste. L'art de Münter reste encore attaché au figuratif.
En 1909, elle achète une maison à Murnau am Staffelsee. Elle y passe ses étés avec Kandinsky et y reçoit de nombreux artistes munichois de l'avant-garde artistique : Marianne von Werefkin, Alexej von Jawlensky et Adolf Erbslöh. Plus tard, Franz Marc, August Macke et le compositeur Arnold Schönberg séjournent aussi dans la « maison des Russes », ainsi appelée sur place à l'époque. Münter y passe une grande partie de sa vie. Vers 1910, elle commence à utiliser le verre comme support de ses tableaux. Ce procédé est ensuite adopté par Kandinsky, Franz Marc, Macke et Heinrich Campendonk. Elle demeure toutefois la première à copier les pratiques traditionnelles liées à cette technique. Elle participe à la création de la Nouvelle association des artistes munichois, qu'elle quitte en 1911 avec Kandinsky, Franz Marc et Alfred Kubin. Ensemble, en 1911, ils fondent le groupe expressionniste d'avant-garde appelé Der Blaue Reiter (Le Cavalier bleu), dont ils forment le noyau dur avec Marianne von Werefkin et Jawlensky, et auquel se joint Paul Klee. Elle joue un rôle essentiel dans la diffusion et la promotion de ces deux groupements d'artistes. En 1913, elle est la première artiste à bénéficier d'une exposition en solo à la galerie Der Sturm, réunissant 84 tableaux,. Kandinsky et Münter forment un couple uni et entreprennent des voyages en Tunisie, aux Pays-Bas, en Italie et en France.

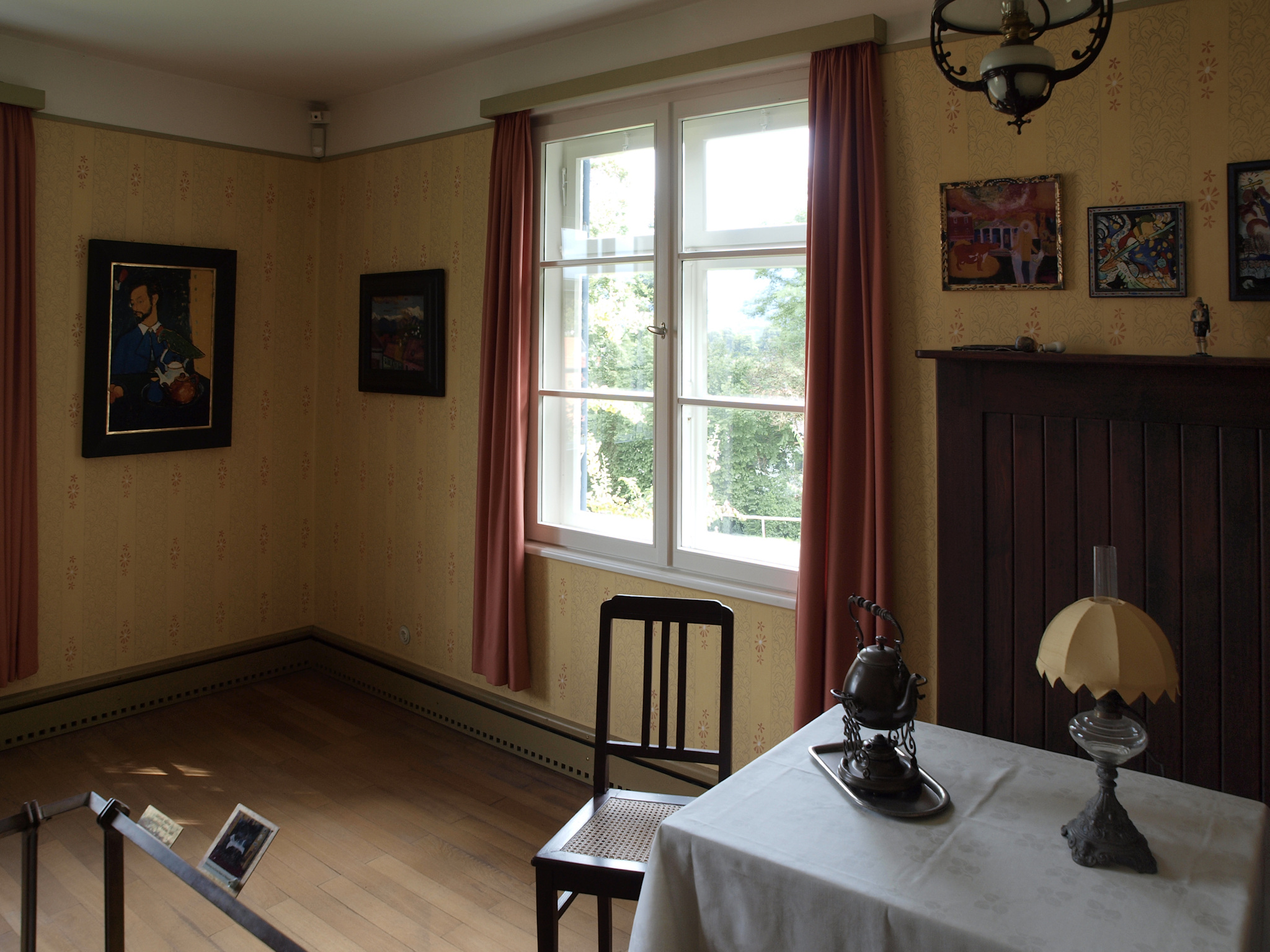
Intérieur de la Münterhaus ; sur le mur de gauche, un portrait de Kandinsky par Münter.

Pendant la Première Guerre mondiale, Vassily Kandinsky, parce que ressortissant de la Russie qui est un pays ennemi de l'Allemagne, doit quitter ce pays. Münter et Kandinsky partent alors pour la Suisse, à Goldach (canton de Saint-Gall) où les Klee leur rendent visite. Puis, en novembre 1914, Kandinsky retourne en Russie. Münter rentre alors en Allemagne, où elle réside à Munich et Berlin pendant quelque 6 mois, puis elle part pour la Scandinavie de 1915 à 1920. Elle rencontre Kandinsky une dernière fois à Stockholm, où il la rejoint de décembre 1915 à mars 1916. En 1917, sans nouvelles de lui, elle dépose un avis de disparition auprès de la Croix-Rouge et apprend plusieurs années plus tard que Kandinsky s'est marié et a eu un fils,,.

### Vie dans l'entre-deux-guerres
À partir de 1920, Münter vit entre Cologne, Munich et Murnau. Les dépressions chroniques dont elle souffre l'éloignent de la peinture. Ce n'est qu'après son installation à Berlin, en 1925, qu'elle se remet à créer et que voient le jour ses petits portraits de femme au crayon. Le 31 décembre 1927 au soir, elle rencontre l'historien d'art et philosophe Johannes Eichner (de), qui deviendra son compagnon. La créativité de Münter connaît une nouvelle impulsion lors d'un séjour prolongé à Paris en 1929-1930, où Eichner la rejoint (mars 1930) ; ils visitent ensemble Marseille, Avignon et Chamonix. En 1931, elle déménage à Murnau avec Eichner,. Là-bas, elle peint des natures mortes fleuries, mais aussi de nombreuses études abstraites à la peinture à l'huile. En 1933, 50 oeuvres de Münter créées sur une période 25 ans sont montrées lors d'une grande exposition personnelle à Brême, exposition qui voyagera jusqu'en 1935 dans toute l'Allemagne ; après l'arrivée des nazis au pouvoir, Münter devient membre de la Chambre des beaux-arts du Reich et elle participe en 1936 avec deux tableaux de chantiers à l'exposition « Die Strassen Adolf Hitlers in der Kunst » (Les routes d'Adolf Hitler dans l'art).

### Vie pendant laSeconde Guerre mondiale
En 1937, les nazis lui interdisent d'exposer, ce qui l'oblige à se retirer de la vie publique. De même, les œuvres de Kandinsky et des autres membres du Cavalier bleu sont qualifiées d'art dégénéré par les nazis. Ce n'est que grâce à Gabriele Münter, qui cache leurs œuvres dans le sous-sol de sa maison de Murnau, que survivent la plupart des toiles de la période d'avant-guerre, si décisive et productive pour le mouvement et pour Kandinsky.

### Vieaprès-guerre
Après la Seconde Guerre mondiale, Gabriele Münter est chargée d'une rétrospective sur les œuvres du Cavalier bleu pour la Maison des Arts de Munich. À partir de 1950, une exposition de ses œuvres complètes est présentée dans de nombreux musées allemands. Pour son quatre-vingtième anniversaire, elle offre à la ville de Munich l'intégralité de sa collection, qui compte beaucoup de ses propres œuvres, mais aussi plus de quatre-vingts œuvres de Vassily Kandinsky et d'autres membres du Cavalier bleu, offrant subitement une renommée internationale à la Galerie du Lenbachhaus de Munich. Cette galerie abrite aujourd'hui la plus importante collection des œuvres du groupe du Cavalier bleu.

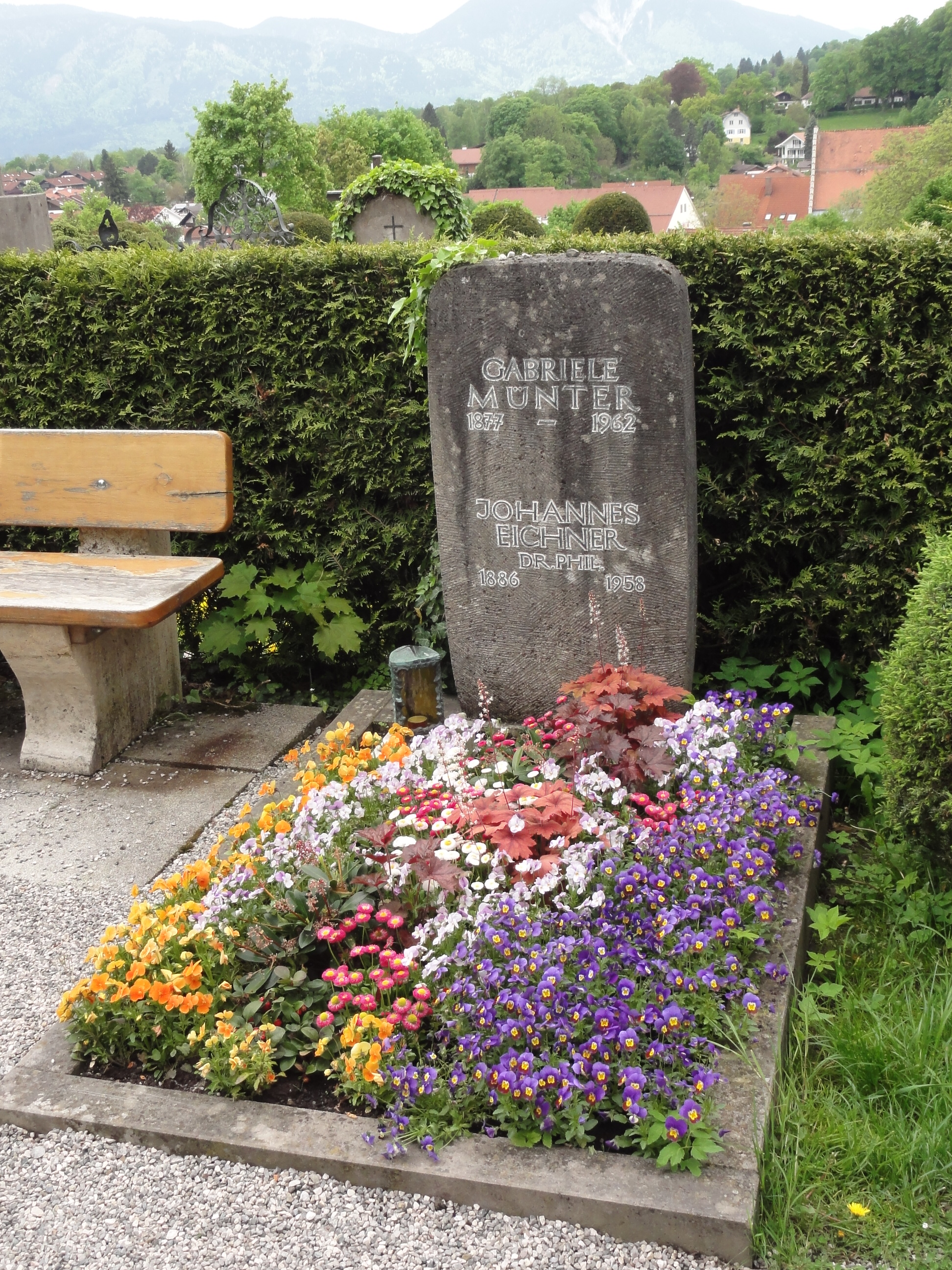
Tombe de J. Eichner et G. Münter à Murnau

Elle meurt à Murnau en 1962, quatre ans après son compagnon Johannes Eichner. Leur tombe se trouve près de l’église, juste en face de sa maison.
La « maison des Russes » de Murnau, aujourd'hui transformée en musée, abrite des œuvres personnelles de Gabriele Münter et Wassily Kandinsky et expose, outre des meubles et des murs peints, une collection d'objets folkloriques.

## Style
Le style de Gabriele Münter a évolué au long de sa carrière mais c’est en 1908 à Murnau am Staffelsee que son développement artistique prend un tournant majeur alors qu’elle délaisse la touche et les couleurs impressionnistes pour adopter un nouveau style : l’expressionnisme. Son style se caractérise désormais par des couleurs pures appliquées en aplat ainsi que par des formes simplifiées, souvent délimitées par des contours noirs. Ses compositions sont dépourvues d’ombres et la perspective est réduite en faveur de la surface. Ce renouveau formel témoigne d’une quête de synthèse et d’une volonté de s’émanciper du modèle de la nature pour faire prévaloir l'expression d'un sentiment intérieur. Peintre de plein air, les paysages sont son motif préféré et constituent une source d’inspiration constante depuis ses tout débuts. La nature morte et le portrait font également partie des genres qu’elle pratique, son art restant presque toujours figuratif.

## Œuvres
- 1903 : Kandinsky beim Landschaftsmalen, Munich, Lenbachhaus
- 1905 : Abendliche Straße in Tunis mit Frauen, Munich, Lenbachhaus
- 1906 : Allee im Park von Saint-Cloud, Munich, Lenbachhaus
- 1906 : Blick aus dem Fenster in Sèvres, Munich, Lenbachhaus
- vers 1906 : Gartentor in Sèvres, Paris, MNAM, huile sur carton
- 1908 : Am Hügel (Staffelsee), collection particulière
- 1908 : Vom Griesbräu-Fenster, Munich, Lenbachhaus
- 1909 : Bildnis Marianne von Werefkin, Munich, Lenbachhaus
- 1909 : Grabkreuze in Kochel, Munich, Lenbachhaus
- 1909 : Zuhören (Bildnis Jawlensky), Munich, Lenbachhaus
- 1910 : Landschaft mit weißer Mauer, Hagen, Musée Karl Ernst Osthaus
- 1910-1911 : Spreufuhren, Munich, Lenbachhaus
- 1911 : Stillleben mit Heiligem Georg, Munich, Lenbachhaus
- 1912 : Kandinsky und Erma Bossi am Tisch, Munich, Lenbachhaus, huile sur toile
- 1913 : Reiflandschaft, Wuppertal, Von der Heydt Museum
- 1913 : Drachenkampf, Paris, MNAM, huile sur toile
- 1915 : Schwarze Maske mit Rose, Hutton Galleries, N-Y
- 1916 : Child with Ball, National Museum of Women in the Arts
- 1917 : Sinnende, Munich, Lenbachhaus
- 1923 : Staffelsee in Autumn, National Museum of Women in the Arts
- 1934 : Breakfast of the Birds, National Museum of Women in the Arts
- 1931 : Das Russen-Haus, Munich, Lenbachhaus
- 1932 : Der graue See, Munich, Lenbachhaus
- 1936 : Olympiastraße bei Murnau, Schlossmuseum (de) Murnau

## Principales expositions
- 1908: Gabriele Münter. Gemälde, Kunstsalon Lenoble, Cologne
- 1913: 11. Ausstellung Der Sturm. Gabriele Münter, Herwarth Waldens Sturm-Galerie, Berlin
- 1916: Der Sturms konstutställning, Kollektiv utställning Münter, Oljemålning och grafik, „Carl Gummesons Konsthandel“, Stockholm
- 1918: Gabriele Münter-Kandinsky. Oljemalninger, Glastavler, Grafik, „Den Frie Udstilling“, Copenhague
- 1919: Maleriudstilling Gabriele Münter-Kandinsky. In „Københavns Ny Kunstsal“, Copenhague
- 1925/1926: Gabriele Münter-Kandinsky, exposition itinérante à Essen, Krefeld et Duisbourg
- 1949 – 1953: Gabriele Münter. Werke aus fünf Jahrzehnten, exposition itinérante dans 22 musées allemands
- 1955: Gabriele Münter. Improvisationen. 1952 bis 1954. Kunstkabinett Otto Stangl, Munich
- 1960: Gabriele Münter. First American Exhibition with Seven Additional Major Paintings by Kandinsky, Dalzell Hatfield Galleries, Los Angeles
- 1985: Gabriele Münter – Zeichnungen und Aquarelle, Lenbachhaus, Munich.
- 1990: Gabriele Münter und ihre Zeit. Malerei der klassischen Moderne in Deutschland, Galerie Neher, Essen
- 1992: Gabriele Münter – Retrospektive, Lenbachhaus, Munich
- 2000/2001: Gabriele Münter. Das druckgraphische Werk, Lenbachhaus, Munich
- 2006/2007: Gabriele Münter – Die Reise nach Amerika, Photographien 1899-1900, Lenbachhaus, Munich
- 2008/2009: Gabriele Münter – Gemälde, Hinterglasmalerei, Arbeiten auf Papier, Museum Gunzenhauser, Chemnitz
- 2017/2018: Gabriele Münter. Malen ohne Umschweife, Lenbachhaus, Munich
- 2017/2018: Gabriele Münter, Galerie Thomas, Munich
- 2018/2019: Gabriele Münter – Malen ohne Umschweife, Museum Ludwig, Cologne
- 2021/2022: Schneefarben. Winterbilder von Gabriele Münter, Schlossmuseum Murnau
- 2022: Gabriele Münter. Pionierin der Moderne, Zentrum Paul Klee, Berne
- 2025: Gabriele Münter. Peindre sans détours, Musée d'Art Moderne de Paris

## Reconnaissance
Un prix au nom de l'artiste a été créé en 1994 pour récompenser les artistes femmes : le Prix Gabriele-Münter. Il est considéré comme le prix le plus prestigieux décerné aux artistes en Allemagne.
Le 19 février 2014, un Google Doodle est publié pour l'anniversaire de sa naissance.

### Filmographie
- Florence Mauro, Gabriele Münter, pionnière de l'art moderne, France, 2021, 54', film documentaire.